# مايكل جونسون (لاعب كرة قدم أمريكية أمريكي)
مايكل جونسون (بالإنجليزية: Michael Johnson)‏ هو لاعب كرة قدم أمريكية أمريكي، ولد في 7 فبراير 1987 في سلما في الولايات المتحدة.

## وصلات خارجية
- مايكل جونسون على موقع مرجع كرة القدم المحترفة.كوم (الإنجليزية)